# Francisco Varallo
Francisco Antonio Varallo (* 5. Februar 1910 in La Plata; † 30. August 2010 ebenda) war ein argentinischer Fußballspieler. Er starb als letzter Teilnehmer der Fußball-Weltmeisterschaft 1930. Er wurde aufgrund seiner vielen Tore auch Cañoncito (kleine Kanone) genannt.

## Karriere

### Verein
Francisco Varallo begann seine Karriere in der Jugendmannschaft von 12 de Octubre in seiner Heimatstadt La Plata. Ein Probetraining bei Estudiantes de La Plata blieb ohne Erfolg, da sein Jugendverein 12 de Octubre sich weigerte ihn abzugeben. Nachdem er sich bei Gimnasia de La Plata durchsetzen konnte und konstant ansprechende Leistungen zeigte, wurde er im Jahr 1930 vom argentinischen Nationaltrainer Juan José Tramutola in den Kader für die folgende Fußball-Weltmeisterschaft 1930 aufgeboten. Nach der Weltmeisterschaft 1930 wechselte Varallo zu den Boca Juniors, mit denen er in den folgenden Jahren viele Erfolge feiern konnte. Er gewann drei Mal mit Boca die Primera División und erzielte in neun Jahren bei Boca insgesamt 181 Ligatore. Dieser Rekord wurde erst im Jahr 2009 von Martín Palermo gebrochen.

### Nationalmannschaft
Während der Weltmeisterschaft 1930 lief der Angreifer in vier Partien für die Argentinier auf und konnte dabei im zweiten Gruppenspiel gegen Mexiko seinen einzigen Turniertreffer verbuchen. Im Halbfinale fiel er wegen einer Verletzung aus, er konnte im Endspiel gegen Uruguay wieder eingesetzt werden. Die argentinische Mannschaft führte zur Halbzeit mit 2:1 Toren gegen die Gastgeber. In der zweiten Halbzeit ließ Argentinien um Varallo jedoch stark nach und verlor die Partie noch mit 2:4. Für die Weltmeisterschaft 1934 wurde Varallo nicht aufgeboten und 1938 konnte sich Argentinien nicht für die Endrunde qualifizieren. Mit Argentinien gewann er die Copa América 1937. Er konnte im Verlauf des Turniers drei Treffer verbuchen und war zweitbester Torschütze der Mannschaft.

### Auszeichnungen
- 1933 Torschützenkönig in Argentinien und Südamerika mit 34 Treffern.
- Boca Juniors drittbester Torschütze in der Profizeit mit 181 Treffern (Bester ist Martín Palermo seit 2009, gefolgt von Roberto Cherro).
- FIFA-Verdienstorden 1994.[3]